# Ta (kana)
Ta (romanização do hiragana た ou katakana タ) é um dos kana japoneses que representam um mora. No sistema moderno da ordem alfabética japonesa (Gojūon), ele ocupa a 16ª posição do alfabeto, entre So e Chi.
O caractere pode ser combinado a um dakuten, para formar o だ em hiragana, ダ em katakana e da em romaji.
| Forma                        | Romaji      | Hiragana        | Katakana        |
| ---------------------------- | ----------- | --------------- | --------------- |
| t- (た行 ta-gyō)             | ta          | た              | タ              |
| t- (た行 ta-gyō)             | taa tā, tah | たあ, たぁ たー | タア, タァ ター |
| Com dakuten d- (だ行 da-gyō) | da          | だ              | ダ              |
| Com dakuten d- (だ行 da-gyō) | daa dā, dah | だあ, だぁ だー | ダア, ダァ ダー |

## Formas alternativas
No Braile japonês, た ou タ são representados como:
| ●  | － |
| － | ●  |
| ●  | － |

O Código Morse para た ou タ é: －・

## Traços

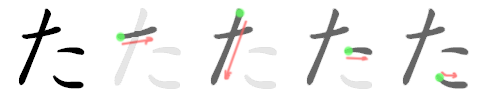
Seqüência de traços para escrita do た

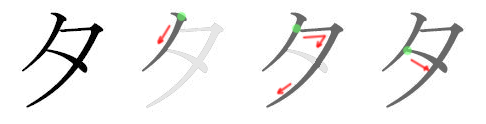
Seqüência de traços para escrita do タ